# Gézier-et-Fontenelay
Gézier-et-Fontenelay är en kommun i departementet Haute-Saône i regionen Bourgogne-Franche-Comté i östra Frankrike. Kommunen ligger i kantonen Gy som tillhör arrondissementet Vesoul. År 2022 hade Gézier-et-Fontenelay 217 invånare.

## Befolkningsutveckling
Antalet invånare i kommunen Gézier-et-Fontenelay
| Referens: INSEE |